# Батуев, Жигжит Абидуевич
Жигжит Абидуевич Бату́ев (бур. Батуев Абидын Жэгжэд, 12 августа 1915, улус Шана, Верхнеудинского уезда, Забайкальской области (ныне Кижингинского района Республики Бурятия). — 3 июля 1996, Улан-Удэ, Бурятия) — бурятский композитор, вместе с Дандаром Аюшеевым и Бау Ямпиловым является одним из основоположников бурятской композиторской школы. Народный артист РСФСР (1985).

## Биография
Родился в семье потомственных крестьян-скотоводов, с детства интересовался народными песнями. После начальной школы поступил в Хоринскую школу колхозной молодёжи (ШКМ), где научился играть на народных музыкальных инструментах: хуре, лимбе, домре и балалайке.
В 18 лет решил стать профессиональным музыкантом и поступает в Бурят-Монгольский техникум искусств (впоследствии Колледж искусств имени П. И. Чайковского) на класс трубы. Играл в духовом оркестре на саксгорнах и барабане, в оркестре народных инструментов на домре, пел в хоре радиокомитета, выступал как исполнитель народных песен. Еще не окончив техникум, сам руководит духовным и народным оркестрами на предприятиях Улан-Удэ. Еще не окончив техникум, сам руководит духовным и народным оркестрами на предприятиях Улан-Удэ.
В 1934 году написал песню «Жаргал» («Счастье») на слова Цэдэна Галсанова с которым еще не раз он будет сотрудничать, успех которого вдохновил его заниматься композиторским мастерством. Являлся учеником В. Морошкина и Н. Тихонова. Окончив училище в 1938 году с дипломом музыкального инструктора, Ж. Батуев продолжает заниматься в классе трубы. Работает хормейстером Бурятского радио, играет в оркестре бурятских народных инструментов республиканской филармонии и одновременно руководит духовым оркестром городского сада и самодеятельным музыкальным коллективом клуба стекольного завода.
В 1939—1940 годы активно участвует в создании новых творческих коллективов и подготовке к I Бурят-Монгольской декаде. Из сочинений Ж. Батуева на Декаде прозвучала пьеса «Саяны» для оркестра бурятских народных инструментов, третья часть коллективной сюиты, а так же многие его песни.
В мае 1940 года стал членом Союза композиторов Бурятской АССР. А в 1960—1958 году был секретарем союза композиторов Бурятской АССР.
В 1936—1937 годах учился в Свердловской консерватории по классу композиции Бориса Гибалина. Но трудная семейная ситуация и наступление войны отодвинули эти замыслы.
В 1939—1945 годах — дирижёр и художественный руководитель Бурятского ансамбля песни и пляски, в сезоне 1946—1947 года дирижирует балетные постановки Бурятского театра оперы и балета.
С 1947 года — директор музыкальной школы в Улан-Удэ. В 1959—1962 годах — художественный руководитель Бурятской филармонии, в 1976—1980 годах — художественный руководитель оркестра народных инструментов Бурятского радио.
На протяжении 26 лет возглавлял Бурятское отделение Российского хорового общества. Внёс большой вклад в создание Кижингинской детской музыкальной школы.
Член КПСС с 1942 года.
С женой Елизаветой Тимофеевной вырастили пятерых детей.

## Творчество
Отдавал предпочтение балетной и танцевальной музыке. Сделал большой вклад в музыкальную культуру Бурятской республики, создав балет «Сын земли» на основе бурятского героического эпоса «Гэсэр».
Также исследовал музыкальную культуру других республик: в 1964 состоялась премьера балета «Чурумчуку», написанного на основе якутского фольклора, в 1970 году композитор создал балет по мотивам калмыцкого эпоса «Джангар», интересовался эвенкийским фольклором.
Автор более 200 произведений различных жанров.

### Отдельные произведения
- песня «Жаргал» на слова Ц. Галсанова (1934)
- пьеса «Саяны» для оркестра бурятских народных инструментов и песни
- сюита для оркестра «Колхозная сюита» (1948)
- «Симфонические эскизы» (1955)
- сюита для хора и симфонического оркестра «Мы за мир» (1956)
- балет «Во имя любви» (1957)
- балет «Золотая свеча» (1958, соавтор — Б. Майзель)
- балет «Цветы жизни» (1963, на сюжет бурятского фольклора)
- балет «Чурумчуку» (1964)
- балет для детей «Дружба» (1965)
- балет «Гэсэр» (1968)
- торжественный марш «Якутия» (1969) по заказу Союза композиторов СССР
- торжественный марш «Революционная тема» (Бурят-монгольский марш) (1969)[3]
- балет «Джангар» (1970)
- поэма «Герои» (1971)
- балет «Сын земли» (вторая редакция «Гесера»)
- балет «Долина стерхов» (1988)
- оратория «Спасение священного Байкала» на слова Д. Жалсараева (1992)
- балет «Долина белых журавлей»
- вокально-хореографическая сюита «Сурхарбан»[4]
- автор музыки позывных БГТРК
- романсы и песни
- обработки народных песен
- музыка в драматических, кукольных спектаклях,
- произведения для оркестра народных инструментов и духового оркестра

## Награды
- Орден Ленина (1991)[5]
- Орден «Знак Почёта»
- Народный артист РСФСР (1985)
- Народный артист Бурятской АССР (1957)
- Заслуженный деятель искусств РСФСР (1959)
- Заслуженный деятель искусств Якутской АССР
- Государственная премия Бурятской АССР (1973)
- Медаль «За трудовое отличие» (31.10.1940) — за выдающиеся заслуги в деле развития Бурят-Монгольского театрального и музыкального искусства
- медали

## Память
- Документальный фильм о Жигжите Батуеве «Свой край воспеваю я» (2015)
- Улица Жигжита Батуева в Улан-Удэ (микрорайон Новая Комушка)
- Музей композитора в Кижингинской школе искусств, которая носит его имя
- Мемориальная доска на доме, где жил композитор в Улан-Удэ, просп. Победы, 10.[6]